# Finlandia Trophy
Finlandia Trophy é uma competição internacional de patinação artística no gelo de nível sênior, sediado na Finlândia. A competição é disputada anualmente, e teve sua primeira edição disputada em 1995, e faz parte do calendário do Challenger Series desde a temporada 2014–15. Atualmente são disputados disputados quatro eventos: individual masculino, individual feminino, dança no gelo e patinação sincronizada.

## Edições
| Ano  | Edição               | Cidade sede          | Sênior               | Sênior               | Sênior               | Sênior               | Sênior               | Ref                  |                      |
| Ano  | Edição               | Cidade sede          | M                    | F                    | P                    | D                    | S                    | Ref                  |                      |
| ---- | -------------------- | -------------------- | -------------------- | -------------------- | -------------------- | -------------------- | -------------------- | -------------------- | -------------------- |
| 1995 | 1.ª                  | Helsinque            | •                    | •                    | –                    | •                    | –                    | [ 1 ]                |                      |
| 1996 | 2.ª                  | Helsinque            | •                    | •                    | –                    | •                    | –                    | [ 2 ]                |                      |
| 1997 | 3.ª                  | Helsinque            | •                    | •                    | –                    | •                    | –                    | [ 3 ]                |                      |
| 1998 | 4.ª                  | Helsinque            | •                    | •                    | –                    | •                    | –                    | [ 4 ]                |                      |
| 1999 | 5.ª                  | Helsinque            | •                    | •                    | –                    | •                    | –                    | [ 5 ]                |                      |
| 2000 | 6.ª                  | Helsinque            | •                    | •                    | –                    | •                    | –                    | [ 6 ]                |                      |
| 2001 | 7.ª                  | Helsinque            | •                    | •                    | –                    | •                    | –                    | [ 7 ]                |                      |
| 2002 | 8.ª                  | Helsinque            | •                    | •                    | •                    | –                    | –                    | [ 8 ]                |                      |
| 2003 | 9.ª                  | Helsinque            | •                    | •                    | •                    | •                    | –                    | [ 9 ]                |                      |
| 2004 | 10.ª                 | Helsinque            | •                    | •                    | –                    | –                    | –                    | [ 10 ]               |                      |
| 2005 | Não houve competição | Não houve competição | Não houve competição | Não houve competição | Não houve competição | Não houve competição | Não houve competição | Não houve competição | Não houve competição |
| 2006 | 11.ª                 | Vantaa               | •                    | •                    | –                    | –                    | –                    | [ 11 ]               |                      |
| 2007 | 12.ª                 | Vantaa               | •                    | •                    | •                    | –                    | –                    | [ 12 ]               |                      |
| 2008 | 13.ª                 | Vantaa               | •                    | •                    | –                    | •                    | –                    | [ 13 ]               |                      |
| 2009 | 14.ª                 | Vantaa               | •                    | •                    | –                    | •                    | –                    | [ 14 ]               |                      |
| 2010 | 15.ª                 | Vantaa               | •                    | •                    | –                    | •                    | –                    | [ 15 ]               |                      |
| 2011 | 16.ª                 | Vantaa               | •                    | •                    | –                    | •                    | –                    | [ 16 ]               |                      |
| 2012 | 17.ª                 | Espoo                | •                    | •                    | –                    | •                    | •                    | [ 17 ]               |                      |
| 2013 | 18.ª                 | Espoo                | •                    | •                    | –                    | •                    | •                    | [ 18 ]               |                      |
| 2014 | 19.ª                 | Espoo                | •                    | •                    | –                    | •                    | •                    | [ 19 ] [ 20 ]        |                      |
| 2015 | 20.ª                 | Espoo                | •                    | •                    | –                    | •                    | •                    | [ 21 ]               |                      |
| 2016 | 21.ª                 | Espoo                | •                    | •                    | •                    | •                    | •                    | [ 22 ] [ 23 ] [ 24 ] |                      |
| 2017 | 22.ª                 | Espoo                | •                    | •                    | •                    | •                    | •                    | [ 25 ] [ 26 ]        |                      |
| 2018 | 23.ª                 | Espoo                | •                    | •                    | •                    | •                    | •                    | [ 27 ] [ 28 ]        |                      |

Legenda
- Parte do Challenger Series ISU
- –  Evento não disputado neste ano

Nota
- Evento de patinação sincronizada não faz parte do Challenger Series ISU

## Lista de medalhistas

### Individual masculino
| Evento                    | Ouro                            | Prata                              | Bronze                            |
| Helsinque 1995 (detalhes) | Igor Pashkevich · Rússia        | Ilia Kulik · Rússia                |                                   |
| Helsinque 1996 (detalhes) | Shepherd Clark · Estados Unidos | Szabolcs Vidrai · Hungria          | Anthony Liu · Austrália           |
| Helsinque 1997 (detalhes) | Alexei Yagudin · Rússia         | Oleg Tataurov · Rússia             | Evgeni Plushenko · Rússia         |
| Helsinque 1998 (detalhes) | Dmitri Dmitrenko · Ucrânia      | Anthony Liu · Austrália            | Damon Allen · Estados Unidos      |
| Helsinque 1999 (detalhes) | Roman Serov · Rússia            | Alexei Vasilevski · Rússia         | Jeff Langdon · Canadá             |
| Helsinque 2000 (detalhes) | Evgeni Plushenko · Rússia       | Li Yunfei · China                  | Stanick Jeannette · França        |
| Helsinque 2001 (detalhes) | Ilia Klimkin · Rússia           | Roman Serov · Rússia               | Gheorghe Chiper · Romênia         |
| Helsinque 2002 (detalhes) | Andrejs Vlascenko · Alemanha    | Gheorghe Chiper · Romênia          | Ilia Klimkin · Rússia             |
| Helsinque 2003 (detalhes) | Gheorghe Chiper · Romênia       | Johnny Weir · Estados Unidos       | Kristoffer Berntsson · Suécia     |
| Helsinque 2004 (detalhes) | Frédéric Dambier · França       | Roman Serov · Israel               | Marc-André Craig · Canadá         |
| 2005                      | Não houve competição            | Não houve competição               | Não houve competição              |
| Vantaa 2006 (detalhes)    | Jeremy Abbott · Estados Unidos  | Alexander Uspenski · Rússia        | Sergei Dobrin · Rússia            |
| Vantaa 2007 (detalhes)    | Tomáš Verner · República Tcheca | Parker Pennington · Estados Unidos | Kevin van der Perren · Bélgica    |
| Vantaa 2008 (detalhes)    | Takahito Mura · Japão           | Shaun Rogers · Estados Unidos      | Sergei Voronov · Rússia           |
| Vantaa 2009 (detalhes)    | Daisuke Takahashi · Japão       | Sergei Voronov · Rússia            | Stephen Carriere · Estados Unidos |
| Vantaa 2010 (detalhes)    | Artur Gachinski · Rússia        | Kristoffer Berntsson · Suécia      | Samuel Contesti · Itália          |
| Vantaa 2011 (detalhes)    | Takahito Mura · Japão           | Douglas Razzano · Estados Unidos   | Maciej Cieplucha · Polônia        |
| Espoo 2012 (detalhes)     | Yuzuru Hanyu · Japão            | Richard Dornbush · Estados Unidos  | Javier Fernández · Espanha        |
| Espoo 2013 (detalhes)     | Yuzuru Hanyu · Japão            | Sergei Voronov · Rússia            | Artur Gachinski · Rússia          |
| Espoo 2014 (detalhes)     | Sergei Voronov · Rússia         | Adam Rippon · Estados Unidos       | Alexander Petrov · Rússia         |
| Espoo 2015 (detalhes)     | Konstantin Menshov · Rússia     | Adam Rippon · Estados Unidos       | Sergei Voronov · Rússia           |
| Espoo 2016 (detalhes)     | Nathan Chen · Estados Unidos    | Patrick Chan · Canadá              | Maxim Kovtun · Rússia             |
| Espoo 2017 (detalhes)     | Jin Boyang · China              | Vincent Zhou · Estados Unidos      | Adam Rippon · Estados Unidos      |
| Espoo 2018 (detalhes)     | Mikhail Kolyada · Rússia        | Cha Jun-hwan · Coreia do Sul       | Morisi Kvitelashvili · Geórgia    |

### Individual feminino
| Evento                    | Ouro                            | Prata                             | Bronze                          |
| Helsinque 1995 (detalhes) | Elena Ivanova · Rússia          | Zuzanna Szwed · Polônia           | Elena Sokolova · Rússia         |
| Helsinque 1996 (detalhes) | Maria Butyrskaya · Rússia       | Yulia Vorobieva · Azerbaijão      | Elena Sokolova · Rússia         |
| Helsinque 1997 (detalhes) | Irina Slutskaya · Rússia        | Julia Lautowa · Áustria           | Krisztina Czakó · Hungria       |
| Helsinque 1998 (detalhes) | Elena Sokolova · Rússia         | Viktoria Volchkova · Rússia       | Yulia Lavrenchuk · Ucrânia      |
| Helsinque 1999 (detalhes) | Elena Sokolova · Rússia         | Elena Liashenko · Ucrânia         | Laetitia Hubert · França        |
| Helsinque 2000 (detalhes) | Elena Sokolova · Rússia         | Elena Liashenko · Ucrânia         | Laetitia Hubert · França        |
| Helsinque 2001 (detalhes) | Sasha Cohen · Estados Unidos    | Alisa Drei · Finlândia            | Viktoria Volchkova · Rússia     |
| Helsinque 2002 (detalhes) | Susanna Pöykiö · Finlândia      | Tatiana Basova · Rússia           | Alisa Drei · Finlândia          |
| Helsinque 2003 (detalhes) | Susanna Pöykiö · Finlândia      | Alisa Drei · Finlândia            | Miriam Manzano · Austrália      |
| Helsinque 2004 (detalhes) | Susanna Pöykiö · Finlândia      | Alisa Drei · Finlândia            | Elina Kettunen · Finlândia      |
| 2005                      | Não houve competição            | Não houve competição              | Não houve competição            |
| Vantaa 2006 (detalhes)    | Kiira Korpi · Finlândia         | Susanna Pöykiö · Finlândia        | Júlia Sebestyén · Hungria       |
| Vantaa 2007 (detalhes)    | Jenni Vähämaa · Finlândia       | Susanna Pöykiö · Finlândia        | Carolina Kostner · Itália       |
| Vantaa 2008 (detalhes)    | Akiko Suzuki · Japão            | Laura Lepistö · Finlândia         | Sarah Meier · Suíça             |
| Vantaa 2009 (detalhes)    | Alena Leonova · Rússia          | Laura Lepistö · Finlândia         | Kiira Korpi · Finlândia         |
| Vantaa 2010 (detalhes)    | Akiko Suzuki · Japão            | Kiira Korpi · Finlândia           | Alena Leonova · Rússia          |
| Vantaa 2011 (detalhes)    | Sofia Biryukova · Rússia        | Jelena Glebova · Estônia          | Alisa Mikonsaari · Finlândia    |
| Espoo 2012 (detalhes)     | Yulia Lipnitskaya · Rússia      | Kiira Korpi · Finlândia           | Mirai Nagasu · Estados Unidos   |
| Espoo 2013 (detalhes)     | Yulia Lipnitskaya · Rússia      | Akiko Suzuki · Japão              | Elizaveta Tuktamysheva · Rússia |
| Espoo 2014 (detalhes)     | Elizaveta Tuktamysheva · Rússia | Samantha Cesario · Estados Unidos | Rika Hongo · Japão              |
| Espoo 2015 (detalhes)     | Rika Hongo · Japão              | Yulia Lipnitskaya · Rússia        | Joshi Helgesson · Suécia        |
| Espoo 2016 (detalhes)     | Kaetlyn Osmond · Canadá         | Mao Asada · Japão                 | Anna Pogorilaya · Rússia        |
| Espoo 2017 (detalhes)     | Maria Sotskova · Rússia         | Carolina Kostner · Itália         | Elizaveta Tuktamysheva · Rússia |
| Espoo 2018 (detalhes)     | Elizaveta Tuktamysheva · Rússia | Elizabet Tursynbaeva · Itália     | Viveca Lindfors · Finlândia     |

### Duplas
| Evento                    | Ouro                                                        | Prata                                                       | Bronze                                                      |
| 1995–2001                 | Não houve a disputa de duplas                               | Não houve a disputa de duplas                               | Não houve a disputa de duplas                               |
| Helsinque 2002 (detalhes) | Tatiana Chuvaeva · Dmitri Palamarchuk · Ucrânia             | Viktoria Borzenkova · Andrei Chuvilaev · Rússia             | Marcy Hinzmann · Steve Hartsell · Estados Unidos            |
| Helsinque 2003 (detalhes) | Utako Wakamatsu · Jean-Sébastien Fecteau · Canadá           | Pascale Bergeron · Robert Davison · Canadá                  | Marcy Hinzmann · Steve Hartsell · Estados Unidos            |
| 2004–2006                 | Não houve a disputa de duplas; em 2005 não houve competição | Não houve a disputa de duplas; em 2005 não houve competição | Não houve a disputa de duplas; em 2005 não houve competição |
| Espoo 2007 (detalhes)     | Maria Mukhortova · Maxim Trankov · Rússia                   | Andrea Best · Trevor Young · Estados Unidos                 | Mari Vartmann · Florian Just · Alemanha                     |
| 2007–2015                 | Não houve a disputa de duplas                               | Não houve a disputa de duplas                               | Não houve a disputa de duplas                               |
| Espoo 2016 (detalhes)     | Meagan Duhamel · Eric Radford · Canadá                      | Kristina Astakhova · Alexei Rogonov · Rússia                | Mari Vartmann · Ruben Blommaert · Alemanha                  |
| Espoo 2017 (detalhes)     | Peng Cheng · Jin Yang · China                               | Nicole Della Monica · Matteo Guarise · Itália               | Ksenia Stolbova · Fedor Klimov · Rússia                     |
| Espoo 2018 (detalhes)     | Evgenia Tarasova · Vladimir Morozov · Rússia                | Kirsten Moore-Towers · Michael Marinaro · Canadá            | Aleksandra Boikova · Dmitrii Kozlovskii · Rússia            |

### Dança no gelo
| Evento                    | Ouro                                                               | Prata                                                              | Bronze                                                             |
| 1995                      | Não houve a disputa de dança no gelo                               | Não houve a disputa de dança no gelo                               | Não houve a disputa de dança no gelo                               |
| Helsinque 1996 (detalhes) | Anna Semenovich · Vladimir Fedorov · Rússia                        | Ekaterina Svirina · Vladimir Leliukh · Rússia                      | Iwona Filipowicz · Michal Szumski · Polônia                        |
| Helsinque 1997 (detalhes) | Anna Semenovich · Vladimir Fedorov · Rússia                        | Ekaterina Davydova · Roman Kostomarov · Rússia                     | Iwona Filipowicz · Michal Szumski · Polônia                        |
| Helsinque 1998 (detalhes) | Albena Denkova · Maxim Staviski · Bulgária                         | Oksana Potdykova · Denis Petukhov · Rússia                         | Angelika Führing · Bruno Ellinger · Áustria                        |
| Helsinque 1999 (detalhes) | Albena Denkova · Maxim Staviski · Bulgária                         | Federica Faiella · Luciano Milo · Itália                           | Oksana Potdykova · Denis Petukhov · Rússia                         |
| Helsinque 2000 (detalhes) | Albena Denkova · Maxim Staviski · Bulgária                         | Natalia Romaniuta · Daniil Barantsev · Rússia                      | Marika Humphreys · Vitaliy Baranov · Reino Unido                   |
| Helsinque 2001 (detalhes) | Albena Denkova · Maxim Staviski · Bulgária                         | Marika Humphreys · Vitaliy Baranov · Reino Unido                   | Chantal Lefebvre · Justin Lanning · Canadá                         |
| Helsinque 2003 (detalhes) | Albena Denkova · Maxim Staviski · Bulgária                         | Oksana Domnina · Maxim Shabalin · Rússia                           | Pamela O'Connor · Jonathon O'Dougherty · Reino Unido               |
| 2004–2007                 | Não houve a disputa de dança no gelo; em 2005 não houve competição | Não houve a disputa de dança no gelo; em 2005 não houve competição | Não houve a disputa de dança no gelo; em 2005 não houve competição |
| Vantaa 2008 (detalhes)    | Sinead Kerr · John Kerr · Reino Unido                              | Anastasia Platonova · Alexander Grachev · Rússia                   | Kristina Gorshkova · Vitali Butikov · Rússia                       |
| Vantaa 2009 (detalhes)    | Sinead Kerr · John Kerr · Reino Unido                              | Anastasia Platonova · Alexander Grachev · Rússia                   | Alla Beknazarova · Vladimir Zuev · Ucrânia                         |
| Vantaa 2010 (detalhes)    | Nathalie Péchalat · Fabian Bourzat · França                        | Nóra Hoffmann · Maxim Zavozin · Hungria                            | Kristina Gorshkova · Vitali Butikov · Rússia                       |
| Vantaa 2011 (detalhes)    | Tessa Virtue · Scott Moir · Canadá                                 | Maia Shibutani · Alex Shibutani · Estados Unidos                   | Madison Chock · Evan Bates · Estados Unidos                        |
| Espoo 2012 (detalhes)     | Ekaterina Bobrova · Dmitri Soloviev · Rússia                       | Anna Cappellini · Luca Lanotte · Itália                            | Madison Hubbell · Zachary Donohue · Estados Unidos                 |
| Espoo 2013 (detalhes)     | Tessa Virtue · Scott Moir · Canadá                                 | Madison Chock · Evan Bates · Estados Unidos                        | Justyna Plutowska · Peter Gerber · Polônia                         |
| Espoo 2014 (detalhes)     | Alexandra Stepanova · Ivan Bukin · Rússia                          | Nelli Zhiganshina · Alexander Gazsi · Alemanha                     | Anastasia Cannuscio · Colin McManus · Estados Unidos               |
| Espoo 2015 (detalhes)     | Kaitlyn Weaver · Andrew Poje · Canadá                              | Isabella Tobias · Ilia Tkachenko · Israel                          | Laurence Fournier Beaudry · Nikolaj Sørensen · Dinamarca           |
| Espoo 2016 (detalhes)     | Alexandra Stepanova · Ivan Bukin · Rússia                          | Madison Hubbell · Zachary Donohue · Estados Unidos                 | Tiffany Zahorski · Jonathan Guerreiro · Rússia                     |
| Espoo 2017 (detalhes)     | Gabriella Papadakis · Guillaume Cizeron · França                   | Alexandra Stepanova · Ivan Bukin · Rússia                          | Laurence Fournier Beaudry · Nikolaj Sørensen · Dinamarca           |
| Espoo 2018 (detalhes)     | Alexandra Stepanova · Ivan Bukin · Rússia                          | Olivia Smart · Adrián Díaz · Espanha                               | Marie-Jade Lauriault · Romain Le Gac · França                      |

### Patinação sincronizada
| Evento                | Ouro                                                                        | Prata                                                                       | Bronze                                                                      |
| 1995–2011             | Não houve a disputa de patinação sincronizada; em 2005 não houve competição | Não houve a disputa de patinação sincronizada; em 2005 não houve competição | Não houve a disputa de patinação sincronizada; em 2005 não houve competição |
| Espoo 2012 (detalhes) | Team Unique · Finlândia                                                     | Rockettes · Finlândia                                                       | Team Paradise · Rússia                                                      |
| Espoo 2013 (detalhes) | Team Unique · Finlândia                                                     | Team Paradise · Rússia                                                      | Marigold IceUnity · Finlândia                                               |
| Espoo 2014 (detalhes) | Marigold IceUnity · Finlândia                                               | Team Paradise · Rússia                                                      | Team Unique · Finlândia                                                     |
| Espoo 2015 (detalhes) | Rockettes · Finlândia                                                       | Team Paradise · Rússia                                                      | Marigold IceUnity · Finlândia                                               |
| Espoo 2016 (detalhes) | Team Paradise · Rússia                                                      | Marigold Iceunity · Finlândia                                               | Team Unique · Finlândia                                                     |
| Espoo 2017 (detalhes) | Rockettes · Finlândia                                                       | Team Paradise · Rússia                                                      | Marigold Iceunity · Finlândia                                               |
| Espoo 2018 (detalhes) | Marigold IceUnity · Finlândia                                               | Team Paradise · Rússia                                                      | Team Unique · Finlândia                                                     |